# Proton Exora
Der Proton Exora ist ein Van, der vom malayischen Automobilhersteller Proton am 15. April 2009 herausgebracht wurde. Der Exora wurde von Proton selbst entwickelt und war der erste Minivan aus Malaysia. Bereits am 23. Januar 2009 gab es Fotos des ungetarnten Exora im Internet. Am 18. Oktober 2023 endete die Produktion des Exora ohne Nachfolgemodell.

## Technische Daten
Das Fahrwerk des Proton Exora hat MacPherson-Federbeine vorne und eine Verbundlenkerachse hinten. Das Fahrzeug ist 4592 mm lang, 1809 mm breit und 1691 mm hoch. Der Radstand beträgt 2730 mm. Es wird von einem CAMPRO-CPS-Motor angetrieben, der 92 kW (125 PS) leistet und ein Drehmoment von 150 Nm abgibt. Die Höchstgeschwindigkeit liegt bei 170 km/h.
Der mittlere Benzinverbrauch wird mit 7,2 Liter auf 100 km angegeben. Die Getriebe entsprechen denen des Waja und des Gen-2, haben aber eine kürzere Übersetzung, um die Beschleunigung zu verbessern.
Über ein Bedienmodul können automatisch verschiedene Funktionen aktiviert werden, zum Beispiel Sperren und Entsperren der Türen, Innenbeleuchtung, Scheinwerfer, Bremsleuchten, Warnblinkanlage und Scheibenwischer.
|                                             | CPS 1.6                    | 1.6                    |
| Bauzeitraum                                 | 03/2009–07/2017            | 03/2009–10/2023        |
| Motorkenndaten                              |                            |                        |
| Motortyp                                    | R4-Ottomotor               | R4-Ottomotor           |
| Hubraum                                     | 1597 cm³                   | 1561 cm³               |
| max. Leistung bei min−1                     | 92 kW (125 PS) / 6500      | 103 kW (140 PS) / 5000 |
| max. Drehmoment bei min−1                   | 150 Nm / 4500              | 205 Nm / 2000–4000     |
| Kraftübertragung                            |                            |                        |
| Antrieb                                     | Vorderradantrieb           | Vorderradantrieb       |
| Getriebe, serienmäßig                       | 5-Gang-Schaltgetriebe      | Stufenloses Getriebe   |
| Getriebe, optional                          | (4-Gang-Automatikgetriebe) | —                      |
| Messwerte                                   |                            |                        |
| Höchstgeschwindigkeit                       | 170 km/h (165 km/h)        | 185 km/h               |
| Beschleunigung, 0–100 km/h                  | 13,1 s (15,7 s)            | 13,3 s                 |
| Kraftstoffverbrauch auf 100 km (kombiniert) | 7,2 l Super                | 7,8 l Super            |
| Tankinhalt                                  | 55 l                       | 55 l                   |

## Sicherheit

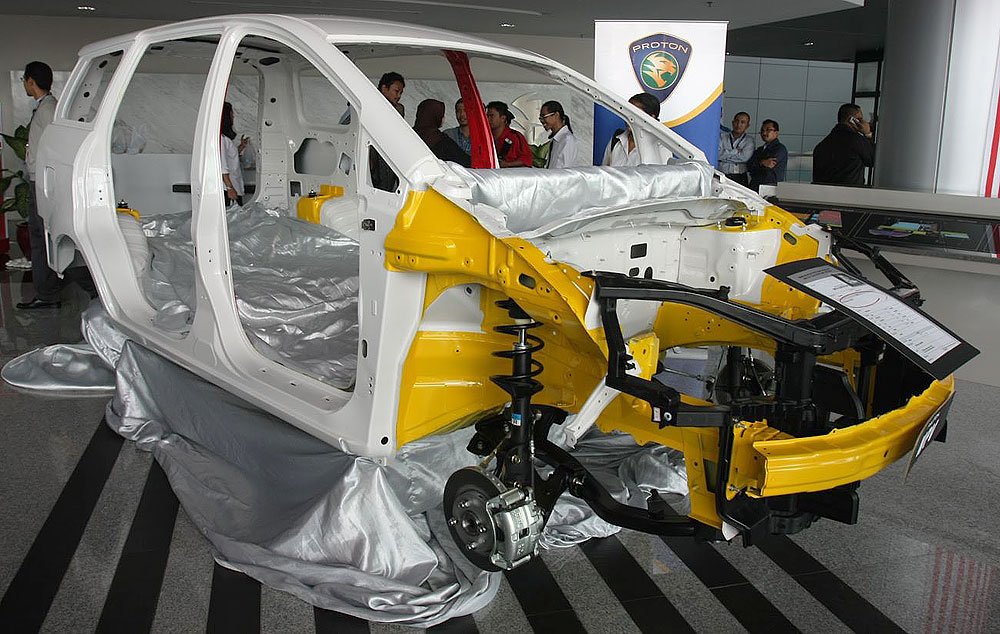
Der verwindungssteife Rahmen des Exora auf einer Proton-Hausmesse

Der Exora erreichte 4 von 5 Sternen im Euro-NCAP-Crashtest, nachdem 32 Exoras im Applus+IDIADA-Gelände in Spanien gecrasht wurden. Darüber hinaus bekam der Exora auch 4 von 5 Sternen im malayischen MyVAP-Prüfprogramm. Einer der Gründe für die guten Ergebnisse ist die Verwendung von hochfestem Stahl für Verstärkungen der Karosserie, die eine höhere Stabilität und einen besseren Insassenschutz bei Unfällen gewährleisten sollen. Darüber hinaus wurde auch ein Seitenaufprallschutz eingebaut.
Weitere Sicherheitsausstattungen sind ABS und EDB. Zwei Airbags und Gurtstraffer sind an den beiden Vordersitzen installiert.

## Wettbewerb zur Namensfindung
Proton kündigte ein Preisausschreiben zur Findung eines Namens für den neuen Minivan an, der als Proton MPV Naming Contest bezeichnet wurde. Es endete am 30. September 2008. Dies war das zweite Mal (nach dem Saga), das Proton solch ein Preisausschreiben veranstaltete.
Das Ergebnis wurde am 17. Februar 2009 verkündet. Der Name „Exora“ war aus 251.763 Vorschlägen ausgewählt worden; Gewinner war Norsholihan bt Abdul Eanich. Er bekam den ersten Exora, der von den Montagebändern rollte.
Eine vieldiskutierte Regel dieses Preisausschreibens lautete, dass der Name nicht aus dem Tier- oder Pflanzenreich stammen durfte, aber der Siegervorschlag Exora erinnert an die Blume Ixora. Proton stellte anschließend klar, dass das Wort Exora nur der Blume Ixora ähnelte, aber keinen Tier- oder Pflanzennamen darstellte und daher zulässig war.